# Schmidtiana gertrudis
Schmidtiana gertrudis es una especie de escarabajo longicornio del género Schmidtiana. Fue descrita científicamente por Hüdepohl en 1983.
Se distribuye por Filipinas. Mide 45,5-48,7 milímetros de longitud. El período de vuelo ocurre en el mes de abril.